# Secret du roi
Secret du roi (tj. Tajemství krále) je ve francouzských dějinách označení pro tajnou korespondenci francouzských panovníků Ludvíka XV. a Ludvík XVI., kterou paralelně se svými pravidelnými diplomatickými kanály využívali k získávání politicky významným informací ze sousedních evropských zemí. Jednalo se o špionážní a informační síť.

## Diplomatické cíle tajné sítě
Cílem této sítě bylo rozšířit francouzský vliv zejména ve východní a severní Evropě a vyjednávat o delikátních otázkách obcházejících oficiální dvorní diplomacii, která byla založena na svázaných pravidlech a přísné etiketě. Síť vznikla ve 40. letech 18. století, pravděpodobně kolem roku 1743, a sahala k tehdejšímu francouzskému vyslanci ve Varšavě Louis-Adrienu Duperronovi de Castéra (1705–1752). Ve 40. a 50. letech 18. století ji vedl bratranec Ludvíka XV., princ de Conti. Jeho nástupcem byl velvyslanec u dvora Augusta III. v Polsku Charles-François de Broglie (1719–1781).
Zejména od Cášského míru v roce 1748  projevoval Ludvík XV. větší zájem o jeho diplomatické služby a zahraniční politiku země. Od té chvíle měl Conti prostřednictvím krále slovo v zahraniční politice. Veřejně kritizoval ministry odpovědné za selhání v mírových jednáních a rozvinul svou vlastní francouzskou zahraniční politiku. Cílem jeho politiky bylo stabilizovat evropský řád po vestfálském míru, tzn. politika namířená proti Rakousku, Anglii a sílícímu Rusku. Aliance s Tureckem, Polskem, Švédskem a Pruskem měla tyto tři mocnosti vyvážit. Zájem byl zejména o Rusko, které se stalo hlavní mocností a okupovalo části Polska, a východní Evropu mezi Baltským mořem, Rakouskem a Balkánem, které byly pod tureckou kontrolou. Polsko hrálo ve francouzské strategii zvláštní roli. Proti stále se rozpínavějšímu Rusku měl být vytvořen jakýsi obranný spolek (confédération défensive), v níž Polsko mělo hrát roli stínicího bloku. Když se Rusko nemohlo začlenit do francouzských zájmů, muselo být zadrženo aliancí. Ludvík XV. prostřednictvím tajné diplomacie (aniž by to prohlásil za oficiální politiku), aby přesvědčil Švédsko, Polsko a Turecko k vytvoření společné aliance k omezení Ruska.